# 截顶红纹螺
截顶红纹螺（学名：Bullina truncatula），舊屬捻螺科红纹螺属，今屬捻螺總科船底螺科。

## 分佈
在中国大陆，分布于海南等地，属于暖水性种。其一般栖息于潮间带细砂质底。